# Aマッソ
Aマッソ（エーマッソ）は、ワタナベエンターテインメントに所属する日本のお笑いコンビ。2010年結成。

## メンバー
むらきゃみ（1988年6月16日 - ）（37歳）
主にボケ（ネタ次第でツッコミ）担当、立ち位置は向かって左。大阪市住吉区出身。阪南大学ダンボール流通科卒業。本名は村上 愛（むらかみ あい）。旧芸名は「村上（むらかみ）」。2024年2月21日（加納の誕生日）に現芸名に改名した。

身長155 cm、血液型AB型。既婚。趣味は日本映画鑑賞、懐メロ鑑賞。好物は焼き鳥、そら豆、ピーナッツ。特技はスクーバダイビング、スノーボード、トランポリン、ラグビー。
2021年6月に放送された『シブヤノオト Presents KID FRESINO - one-off -』（NHK総合）でナレーションを担当した。2025年2月21日（加納の誕生日）に個人YouTubeチャンネル「Aマッソむらきゃみのハイパーボンバーちゃおチャンネル」を開設した。

加納（かのう、1989年2月21日 - ）（36歳）
主にツッコミ（ネタ次第でボケ）担当、立ち位置は向かって右。ネタ作り担当。大阪市阿倍野区出生、同市住吉区出身。同志社大学商学部中退。本名および文筆家としての名義は加納 愛子（かのう あいこ）。

## 来歴
むらきゃみと加納は小学生時代からの幼馴染みであり、加納が小学5年生のころに阿倍野区から住吉区へ転居し、転入先の小学校でむらきゃみと同じクラスになったことが出会い。そのころから芸人に対する憧れが漠然とあり、友達同士でお笑い番組の真似ごとをしたりしていた。むらきゃみは加納と同じ高校に入学することを目指していたが、学力が足りなかったため高校および大学は別々であった。大学生の時に就職を検討していたむらきゃみに加納が「そんなんおもろないやろ。ふざけて生きていこうぜ」と話し、インディーズのお笑いライブへの出演に誘ったことからお笑いの道に進む。やがて事務所関係者の目に留まり、2人で松竹芸能タレントスクール大阪校へ特待生として入学。
2010年4月にお笑いコンビ「Aマッソ」として松竹芸能からデビュー。コンビ名は造語であり、「A」は2人の名前のイニシャル、「マッソ」は『キン肉マン』のマッスルに由来している。なお、同期にヒコロヒーがいる。松竹芸能タレントスクールに嫌気が差したことに加え、新宿に松竹芸能の劇場「新宿角座」がオープンすることを聞きつけて、2011年に活動拠点を東京に移す。むらきゃみはそれまで中距離恋愛をしていた静岡県在住の恋人と東京で同棲する予定であったが、上京直前に破局したことで代わりに加納が住むことになる。
2013年に松竹芸能を退社。退社について加納は「（自分から辞めたのではなく）うちらはほぼほぼクビなので“脱竹”じゃなく“駆竹”」と話しており、森田哲矢（さらば青春の光）の発言によれば、加納が当時売り出し中のキンタロー。にツッコミと称した蹴りを入れたことが退社に至った原因とされている。加納も「それもクビになった理由の一つなんでしょうね」と話している。フリーでの活動期間を経て、ライブに一緒に出演していたワタナベエンターテインメント所属の芸人に誘われる形で2013年中に同事務所へ移籍。
2015年12月29日放送の『速報!有吉のお笑い大統領選挙』（テレビ朝日）では予備選挙に出演し、「当選者」に選ばれる。2016年11月20日放送の『徹子×さまぁ〜ずの爆笑芸賓館』（テレビ朝日）に出演。
2020年10月から2021年9月まで、初の冠レギュラーラジオ番組『Aマッソの両A面』（MBSラジオ）のパーソナリティを担当し、2021年10月より『MBSヤングタウン』（MBSラジオ）のパーソナリティを担当。Radiotalkにて生配信された『MBSヤングタウン』初回放送で、2人ともに結婚していたことを公表した。
『女芸人No.1決定戦 THE W』では、2020年から2022年まで3年連続で決勝に進出。2020年は初代王者ゆりやんレトリィバァとの接戦の末に敗れ、2021年は天才ピアニストを接戦の末に退けて最終決戦に進出するが、最終決戦でオダウエダに敗れて準優勝。2022年はヨネダ2000に1票差で敗れた。
2024年6月15日に行われた所属事務所のワタナベエンターテインメントが主催する賞レース大会『ワタナベお笑いNo.1決定戦』決勝戦に出場。1回戦ではGパンパンダに勝利し、決勝では審査員票を6票中5票獲得し、賞レースとしては初の優勝。
2025年に日本テレビと読売テレビが主催するお笑い賞レース『ダブルインパクト』に出場し、準々決勝で敗退。

## 芸風
漫才、コントとも演じている。笑い飯に影響を受けており、明確なボケ・ツッコミの役割は決まっていない。きつめの関西弁ベースのしゃべくり漫才の他、Wボケ、Wツッコミのスタイルの漫才も披露したことがあり、『冗談手帖』（BSフジ）に出演した時には、リズムネタを創作して演じた。2014年以降、映像作家の「蓋スタジオ」（井本恵）がAマッソの単独ライブ、アートワーク、映像、アニメーション、楽曲の制作などで参加。
2016年時点で持っているネタの本数は約200本。ネタは「思い出の話」「海水浴」「射的」「ゲーム」など身近な所から採り上げ、言葉は加納が既視感で選んで作っている。一方で、女性芸人によくみられる女性のあるあるネタやOLや女子高生などのキャラでのネタは、「世の女性の平均値のようなものを知らず、元々好きだったのがそのようなタイプの笑いじゃなかった」ため、演じることがない。
2019年3月に開催された「Aマッソ加納 第0回公演『コンナンモ』」にて、プロジェクションマッピングを用いて映像と融合させる「映像漫才」を披露する。2020年に開催された「Aマッソ第7回単独ライブ『モノッソ・カーカー』」でも披露される。その際のエンドロールでは制作として加納の他に、『Aマッソのゲラニチョビ』の企画・構成を担当する放送作家・白武ときお、同じく演出を担当する映像作家・柿沼キヨシがクレジットされており、同年に出場し決勝進出を果たした「女芸人No.1決定戦 THE W」でのネタ制作はこのチームでのプロジェクトであることがAマッソ公式チャンネル「Aマッソの@@ニチョビ『汐留・テレビサイズ・ツアー』」にて明かされている。映像漫才は以降行われる単独ライブなどで新ネタも披露されており、2021年に公開されたドキュメンタリー映画『Aマッソのすべて』において、柿沼と白武が監督・脚本を担当した。また、「THE W」で披露した映像漫才のネタ中に出てくるイラストは、同じ事務所の後輩であるノディ（ツヨシっ!）が手掛けている。

### YouTube
2016年にYouTubeチャンネルを開設。加納が容赦ないツッコミで参加者を捌いていく企画「面接官加納」やさらば青春の光とのコラボ企画「村上と東ブクロのデート写真をつぶやかれたら1万円」では村上（むらきゃみ）と東ブクロが路上キスするなどした。
2024年5月3日に「【スイカゲーム】ゲーム下手な相方がめちゃくちゃゲーム上達してたら」と題した動画を公開したところ、プレイ動画で用いたスイカゲームが海賊版であったことが判明したため、動画を非公開にした上で謝罪した。

## 賞レース成績

### コンビ
| 年度             | 結果         | エントリー No. | 会場                   | 日時     | 備考                       |
| ---------------- | ------------ | -------------- | ---------------------- | -------- | -------------------------- |
| 2010年（第10回） | 1回戦敗退    | 不明           | HEP HALL               | 9月24日  |                            |
| 2015年（第11回） | 準々決勝進出 | 2536           | 浅草公会堂             | 11月3日  |                            |
| 2016年（第12回） | 準決勝進出   | 414            | よみうりホール         | 11月19日 | 準決勝24位、敗者復活戦16位 |
| 2017年（第13回） | 準決勝進出   | 2369           | NEW PIER HALL          | 11月15日 | 準決勝27位、敗者復活戦19位 |
| 2018年（第14回） | 準々決勝進出 | 2002           | NEW PIER HALL          | 11月6日  |                            |
| 2019年（第15回） | 不参加       |                |                        |          |                            |
| 2020年（第16回） | 準々決勝進出 | 3009           | NEW PIER HALL          | 11月17日 |                            |
| 2021年（第17回） | 3回戦進出    | 2343           | よしもと有楽町シアター | 11月1日  |                            |
| 2022年（第18回） | 準々決勝進出 | 3599           | ルミネtheよしもと      | 11月13日 |                            |
| 2023年（第19回） | 3回戦進出    | 5910           | KANDA SQUARE HALL      | 11月8日  |                            |

| 年度   | 結果         | 会場                | 日時        |
| ------ | ------------ | ------------------- | ----------- |
| 2017年 | 準決勝進出   | 赤坂BLITZ           | 9月7日・8日 |
| 2020年 | 準々決勝進出 | きゅりあん小ホール  | 8年15日     |
| 2021年 | 準々決勝進出 | きゅりあん小ホール  | 8月14日     |
| 2022年 | 準々決勝進出 | なかのZERO 小ホール | 8月17日     |

| 年度   | 結果       | 会場              | 日時     |
| ------ | ---------- | ----------------- | -------- |
| 2017年 | 準決勝進出 | ルミネtheよしもと | 11月22日 |
| 2020年 | 決勝進出   | 日本テレビ        | 12月14日 |
| 2021年 | 準優勝     | 日本テレビ        | 12月13日 |
| 2022年 | 決勝進出   | 日本テレビ        | 12月10日 |

| 年度            | 結果     | 会場                                      | 日時    |
| --------------- | -------- | ----------------------------------------- | ------- |
| 2019年（第4回） | 準優勝   | 渋谷区文化総合センター大和田 さくらホール | 2月18日 |
| 2020年（第5回） | 3位      | 渋谷区文化総合センター大和田 さくらホール | 2月17日 |
| 2021年（第6回） | 決勝進出 | 渋谷区文化総合センター大和田 さくらホール | 2月15日 |
| 2022年（第7回） | 敗者復活 | 渋谷区文化総合センター大和田 さくらホール | 3月18日 |
| 2023年（第8回） | 準優勝   | イイノホール&カンファレンスセンター       | 4月9日  |
| 2024年（第9回） | 優勝     | イイノホール&カンファレンスセンター       |         |

| 年度           | 結果         | 会場                        | 日時    |
| -------------- | ------------ | --------------------------- | ------- |
| 2025年(第1回） | 準々決勝進出 | 台東区東上野 飛行船シアター | 5月28日 |

- 爆笑ファクトリーハウス 笑けずり（シーズン1）（2015年、NHK BSプレミアム） - 準優勝[19]
- お笑いハーベスト大賞2017 - 決勝進出[56]
- 冗談騎士 冗-1グランプリ2019 ユニットコントNo.1決定戦 - 優勝
- 賞金奪い合いネタバトル ソウドリ〜SOUDORI〜 シーズン1 - 優勝
- 第二回慰問ネタグランプリ - 優勝

### 個人
むらきゃみ
- 2017年 R-1ぐらんぷり2017 - 2回戦進出
- 2018年 R-1ぐらんぷり2018 - 2回戦進出
- 2021年 R-1グランプリ2021 - 2回戦進出

加納
- 2016年 R-1ぐらんぷり2016 - 2回戦進出
- 2018年 R-1ぐらんぷり2018 - 2回戦進出
- 2021年 R-1グランプリ2021 - 準々決勝進出

## 出囃子
- ゾーズ・ダーリンズ（英語版）「Red Light Love」

## 出演

### テレビ

#### 過去のレギュラー
- 爆笑ファクトリーハウス 笑けずり（NHK BSプレミアム、2015年8月14日 - 9月25日） - 決勝まで残り、結果は準優勝[62]。
- アップデート大学（テレビ朝日、2016年10月8日 - 11月） - ナレーション[4]
- バクモン学園（テレビ朝日、2017年4月3日 - 2018年3月）
- 芸人動画チューズデー（テレビ東京系、2021年5月11日 - 2021年9月28日）
- 離島マルコス（ABCテレビ、2022年1月22日[63] - 2022年3月26日）- むらきゃみのみ、レギュラーゲストとして出演[64]
- A LABBO  （テレビ朝日、2024年4月2日 - 2025年3月26日）

### ネット配信

#### 過去のレギュラー出演
- OWD（フジテレビオンデマンド、2016年〈全6回〉）[65]
- 笑ってOK!（Chuun、2016年9月24日 - 12月23日・2017年8月4日 - 10月27日）[66]
- Aマッソのゲラニチョビ（SunSetTV、2016年9月28日 - 2020年3月30日）[67]
- ニュース生オオギリ!!（GYAO!、2017年3月15日 - 3月29日）[68]
- 裏ミッドナイト・ダイバーシティ―～正気のSaturday Night～ “俺たち！私たち！地上波ギリギリ芸人”（JFN PARK、2017年7月23日 - 9月24日）

#### その他の出演
- Aマッソドキュメントバラエティ「地図にない村を探して！」（2021年5月1日）[69]

### ラジオ
- サンドウィッチマンの天使のつくり笑い（NHKラジオ第1、2018年4月9日 - 2019年3月25日）
- Aマッソの両A面（MBSラジオ・Radiotalk、2020年10月13日 - 2021年9月14日）
- AマッソのMBSヤングタウン（MBSラジオ、2021年10月7日 - ）
- 仏教伝道協会 presents 笑い飯 哲夫のサタデー・ナイト仏教（FM大阪、2023年11月4日 - 2023年11月25日）

### 映画
- Aマッソのすべて（スタジオねこ、2021年5月29日公開）[41]

### イベント
- 大学生M-1グランプリ（2017年） - MC[70]。
- WEL（2018年10月 - 2019年9月・2021年7月[注 4]） - MC[72]

### 舞台
- 月刊「根本宗子」第19号「共闘者」（2024年8月31日 - 9月8日、東京・TOKYO FM HALL） - むらきゃみ・吉田 役/加納・瑞希 役[73]

### CM
- みずほ銀行『BINGO5』[74]

## ライブ

### 単独ライブ
- 第1回「物価給」（2015年6月1日、東京・新宿Vatios）
- 第2回「快速 たくや先輩のドンッ！」（2016年1月16日、東京・新宿Vatios）
- 第3回「風呂魚」（2016年3月27日、大阪・千日前 TORII HALL）
- 第4回「買ったらお縄！ホンチャン・ヤルデ株」（2017年3月17日・18日、東京・渋谷ユーロライブ）
- 第5回「おんちょいな」（2018年7月25日・26日、東京・本多劇場）
- 第6回「欄編集長の逆説」（2019年8月30日・31日、東京・渋谷区文化総合センター大和田 伝承ホール / 9月11日・12日、大阪・梅田 HEP HALL）
- 第7回「モノッソ・カーカー」（2020年9月25日・26日、東京・草月ホール / 10月10日、配信版『モノッソ・カーカー：凱』）
- 第8回「ずいぶんじゃねぇか、なぁスニッツ！」（2021年11月1日・2日・3日、東京・草月ホール）
- 第9回「与、坐さうず（あた、いまそうず）」（2022年8月26日・27日・28日、東京・草月ホール / 9月12日、愛知・愛知芸術劇場（小） / 9月13日・14日、大阪・ABCホール）
- 第10回「ヘンリー・ヒャッハーの帽子はどこだ？」（2023年7月6日・7日、東京・I'M A SHOW/7月11日・12日、大阪・エル・おおさか/7月13日、愛知・東文化小劇場/7月28日 - 7月30日、東京・日経ホール/8月3日、福岡・西鉄ホール）
- 第11回「縦」（2024年7月5日・6日、東京・I'M A SHOW/7月13日・12日、名古屋・今池ガスホール/7月14日・15日、愛知・松下IMPホール/7月17日、福岡・ももちパレス・ももち文化センター/7月26日 - 7月28日、東京・日経ホール）

### 合同ライブ
- ゴエツドウシュウ（米粒写経、2019年5月4日、東京・渋谷区文化総合センター大和田 伝承ホール）[75]
- QO（2022年1月30日、東京・Spotify O-EAST / 2月26日、福岡・Zepp Fukuoka / 28日、大阪・心斎橋BIGCAT）KID FRESINOとの2マンライブツアー[76]

### その他のライブ
- Aマッソのラジオ（2017年6月21日、東京・表参道GROUND）- トークライブ
- Aマッソのトーク（2017年8月13日、東京・表参道GROUND）- トークライブ[77]
- Aマッソのトークスペシャル ～夕方はおもろい～（2018年5月1日、東京・渋谷区文化総合センター大和田 伝承ホール）- トークライブ[78]
- Aマッソのゲラニチョビ プレビューライブ（2018年10月24日、東京・LOFT9 Shibuya）[79]
- Aマッソのトークin大阪（2019年2月22日、大阪・道頓堀ZAZA HOUSE）- トークライブ[80]
- Bマッソ（2019年3月22日、東京・渋谷ユーロライブ）- 即興ネタライブ
- Aマッソのトークスペシャル3（2019年6月28日、東京・スクエア荏原 ひらつかホール）- 三四郎とのトークライブ[81]
- Cマッソ（2019年7月10日、東京・渋谷ユーロライブ）- 即興ネタライブ
- Dマッソ（2019年11月13日、東京・スクエア荏原 ひらつかホール）- 即興ネタライブ
- Aマッソネタライブ「おはよう専科ちゃん」（2020年2月24日、東京・渋谷ユーロライブ）ゲスト：ママタルト、ファイヤーサンダー[82]
- Aマッソネタライブin大阪「こんにちは専科ちゃん」（開催中止、2020年3月17日、大阪・HEP HALL）ゲスト：風穴あけるズ、にぼしいわし[82]
- Aマッソの両A面 番組イベント Kihaan!（2020年12月8日、大阪・毎日放送本社 ちゃぷらステージ）[83]
- Aマッソのすべて DOCUMENTARY of AMASSO（2020年12月17日、東京・表参道GROUND）[84]
- Aマッソネタライブ「こんにちは専科ちゃん」（2021年3月6日、東京・北沢タウンホール）ゲスト：ラブレターズ、真空ジェシカ[85]
- Aマッソネタライブ「こんばんは専科ちゃん」（2021年6月12日、東京・渋谷区文化総合センター大和田 伝承ホール）ゲスト：ザ・ギース、ぎょねこ[86]
- Aマッソと並行世界（2021年8月11日、東京・西新宿ナルゲキ）[87]
- Aマッソがコントを2本やるライブ（2022年2月5日、東京・西新宿ナルゲキ）[88]
- Aマッソネタライブ「おかえり専科ちゃん」（2022年4月4日、東京・渋谷区文化総合センター大和田 伝承ホール）ゲスト：しずる、日本エレキテル連合[89]
- 局地的「漫I」「漫II」（2022年9月29日、東京・渋谷ユーロライブ）ゲスト：真空ジェシカ、ダイヤモンド、ママタルト、カナメストーン[90]

## 作品

### DVD
- ネタやらかし（2017年6月21日、コンテンツリーグ[91]）
- 「Aマッソのゲラニチョビ　マジカル・オオギリー・ツアー」〜ディレクターズカット版～（2019年11月27日、コンテンツリーグ[91]）
- Aマッソ単独ライブ『与、坐さうず』～ハスキー編～[92]（2022年12月21日、コンテンツリーグ[91]）
- Aマッソ単独ライブ『ヘンリー・ヒャッハーの帽子はどこだ？』（2023年12月13日、コンテンツリーグ）

### 書籍
- 芸人雑誌 volume2（2021年4月21日、太田出版Quick Japan別冊）限定版表紙

### 連載コラム
- 芸人雑誌「うちのエッセイ」（2021年9月26日 - 、太田出版Quick Japan別冊）むらきゃみ（村上）のみ